# Rea (Olaszország)
Rea település Olaszországban, Lombardia régióban, Pavia megyében. Lakosainak száma 384 fő (2023. január 1.). Rea Bressana Bottarone, Travacò Siccomario, Verrua Po és Cava Manara községekkel határos.

## Népesség
A település lakossága az elmúlt években az alábbi módon változott:
| Lakosok száma | 417  | 413  | 384  |
|               | 2017 | 2018 | 2023 |